# Perigonia grisea
Perigonia grisea là một loài bướm đêm thuộc họ Sphingidae. Loài này có ở Bolivia.
Nó có thể phân biệt được với các loài Perigonia khác bởi phía trên cánh trước màu xám đồng nhất có các đường kẻ cắt ngang nâu đậm. Phía trên cánh sau giống với Perigonia stulta.
Cá thể trưởng thành được ghi nhận từ tháng 3 tới tháng 4.